# Eusapromyza balioptera
Eusapromyza balioptera är en tvåvingeart som beskrevs av Leander Czerny 1932. Eusapromyza balioptera ingår i släktet Eusapromyza och familjen lövflugor. Inga underarter finns listade i Catalogue of Life.